# فتحیا لطیف
فتحیا لطیف (انگلیسی: Fathia Latiff؛ زادهٔ ۱ سپتامبر ۱۹۸۷) هنرپیشه، و مدل (شخص) اهل مالزی است.